# Suka Damai (Sei Bamban)
Suka Damai is een bestuurslaag in het regentschap Serdang Bedagai van de provincie Noord-Sumatra, Indonesië. Suka Damai telt 7161 inwoners (volkstelling 2010).